# گز چینی
گز چینی (نام علمی: Tamarix chinensis) نام یک گونه از سرده گز است.